# Джон Меррікс
Джон Меррікс  (англ. John Merricks, 16 лютого 1971) — британський яхтсмен, олімпійський медаліст.

## Виступи на Олімпіадах
| Олімпіада    | Дисципліна | Місце |
| ------------ | ---------- | ----- |
| Атланта 1996 | Клас 470   | 2     |

## Зовнішні посилання
- Досьє на sport.references.com [Архівовано 9 листопада 2012 у Wayback Machine.]

1. ↑  Sports-Reference.com